# Beckett (Nova Jersey)
Beckett és una concentració de població designada pel cens dels Estats Units a l'estat de Nova Jersey. Segons el cens del 2000 tenia 4.726 habitants.

## Demografia
Segons el cens del 2000, Beckett tenia 4.726 habitants, 1.516 habitatges, i 1.276 famílies. La densitat de població era de 1.030,9 habitants/km².
Dels 1.516 habitatges en un 53,8% hi vivien nens de menys de 18 anys, en un 70,3% hi vivien parelles casades, en un 10,2% dones solteres, i en un 15,8% no eren unitats familiars. En el 12,3% dels habitatges hi vivien persones soles el 2,1% de les quals corresponia a persones de 65 anys o més que vivien soles. El nombre mitjà de persones vivint en cada habitatge era de 3,12 i el nombre mitjà de persones que vivien en cada família era de 3,42.
Per edats la població es repartia de la següent manera: un 34,3% tenia menys de 18 anys, un 5,8% entre 18 i 24, un 36,5% entre 25 i 44, un 20% de 45 a 60 i un 3,3% 65 anys o més.
L'edat mediana era de 33 anys. Per cada 100 dones de 18 o més anys hi havia 91,4 homes.
La renda mediana per habitatge era de 72.156 $ i la renda mediana per família de 77.681 $. Els homes tenien una renda mediana de 50.258 $ mentre que les dones 36.863 $. La renda per capita de la població era de 24.754 $. Aproximadament el 2,8% de les famílies i el 3,1% de la població estaven per davall del llindar de pobresa.

## Poblacions més properes
El següent diagrama mostra les poblacions més properes.